# Cantone di Ligné
Il Cantone di Ligné era una divisione amministrativa dell'arrondissement di Ancenis.
È stato soppresso a seguito della riforma complessiva dei cantoni del 2014, che è entrata in vigore con le elezioni dipartimentali del 2015.
Comprendeva i comuni di:
- Le Cellier
- Couffé
- Ligné
- Mouzeil